# رودولفو أكوستا
رودولفو أكوستا (بالإسبانية: Rodolfo Acosta)‏ مواليد 29 يوليو 1920 في تكساس، الولايات المتحدة - الوفاة 7 نوفمبر 1974 في لوس أنجلوس، الولايات المتحدة، هو ممثل أمريكي بدأ مسيرته الفنية سنة 1946.

## الأعمال
- كيف غلب الغرب
- أبناء كيتي إلدر
- بونانزا
- ميشين إمبوسيبول
- أيرون سايد

## روابط خارجية
- رودولفو أكوستا على موقع IMDb (الإنجليزية)
- رودولفو أكوستا على موقع ألو سيني (الفرنسية)
- رودولفو أكوستا على موقع أول موفي (الإنجليزية)
- رودولفو أكوستا على موقع قاعدة بيانات الأفلام السويدية (السويدية)
- رودولفو أكوستا على موقع إن إن دي بي (الإنجليزية)
- رودولفو أكوستا على موقع قاعدة بيانات الفيلم (الإنجليزية)
- رودولفو أكوستا على موقع كينوبويسك (الروسية)
- رودولفو أكوستا على موقع كينوبويسك (الروسية)